# Tháng 5 năm 2005
Trang này liệt kê những sự kiện quan trọng vào tháng 5 năm 2005.

## Thứ hai, ngày2 tháng 5
- Sau khủng bố tại Cairo vào thứ bảy, khoảng chừng 200 người bị cảnh sát bắt để hỏi cung.
- Một số ngoại trưởng tập hợp lại ở tổng hành dinh Liên Hợp Quốc tại Thành phố New York để xem lại Hiệp ước không phổ biến hạt nhân.
- Tổ chức Giải vô địch bóng đá trong nhà Đông Nam Á 2005 tại Băng Cốc, Thái Lan

## Thứ tư, ngày4 tháng 5
- Abu Faraj al-Libbi, một thủ lĩnh của al-Qaeda, bị bắt ở Pakistan. Ông là người cao cấp thứ hai của al-Qaeda bị bắt.

## Thứ sáu, ngày5 tháng 5
- Ở nước Anh, tổng tuyển cử, đảng Lao động dưới Thủ tướng Tony Blair được bầu lại cho nhiệm kỳ thứ ba, nhưng với số phiếu thắng ít hơn trước. Michael Howard, lãnh đạo đảng Bảo thủ tuyên bố ông sẽ từ chức.

## Chủ nhật, ngày8 tháng 5
- Một người đã bị bắt ở Pakistan vì tưởng là nhân vật cao cấp thứ hai của al-Qaeda, Anas al-Liby, nhưng thực sự đó là Abu Faraj al-Libbi, một thành viên cấp thường của al-Qaeda. Chính phủ diễn tả lỗi này là một trường hợp "nhầm lẫn hai người vì giống hệt". TimesOnline Lưu trữ ngày 10 tháng 10 năm 2006 tại Wayback Machine

## Thứ hai, ngày9 tháng 5
xxxx100px|Cảnh ở trên của nhà hạt nhân Sellafield]]
- Nhà máy tái chế Thorp của nhà máy điện hạt nhân Sellafield ở Cumbria, Anh đóng cửa sau xác nhận là 18.000 kilôgam urani và plutoni giàu phóng xạ chảy ra theo ống gãy.
- Iran nhận là họ đã đổi hơn 33.500 kilôgam urani thô thành khí, xong một biện pháp quan trọng để làm vũ khí hạt nhân. BBC VOA
- John Conyers và 88 nghị sĩ trong Quốc hội Hoa Kỳ gởi thư ngỏ đến Tổng thống George W. Bush về những tài liệu mới phát hiện, trong đó dường như thuật lại sự thỏa thuận giữa Hoa Kỳ và Anh về vụ xâm lược Iraq vào năm 2002.

- NASA có thể vừa tìm lại được xe Mars Polar Lander trên bề mặt Hỏa Tinh sau khi xem lại những hình ảnh do Mars Global Surveyor chụp. BBC

## Thứ sáu, ngày13 tháng 5
- Cuộc biểu tình ở Uzbekistan trở thành bạo động khi 23 người Hồi giáo bị tình nghi là cực đoan Hồi bị cảnh sát bắt vào tù và đưa ra tòa ở Andijan. Lính Uzbekistan bắn vào nhóm biểu tình, giết ít nhất 9 người và làm bị thương 34 người.
- Giáo hoàng Beneđictô XVI bỏ thời gian 5 năm thường phải chờ trước khi truyên phúc, xúc tiến quá trình cho Giáo hoàng Gioan Phaolô II vừa mới mất. VOA

## Thứ bảy, ngày14 tháng 5
- Lính Uzbekistan giết hơn 400 người ở Andijan trong cuộc biểu tình ở Đông Uzbekistan, vì 23 người Hồi giáo bị tình nghi là cực đoan Hồi bị đưa ra tòa. Tổng thống Islam Karimov bào chữa sự kiện này. VOA
- Ở Đài Loan (THDQ), những đảng mà đưa ủng hộ cho bổ sung cho Hiến pháp Trung Hoa Dân Quốc thắng 249 ghé trong 300 ghé tất cả trong Bầu cử cho Quốc hội THDQ. BBC
- Hàn Quốc nói là họ sẽ mở lại đàm phán với Triều Tiên gần một năm sau khi ngừng lại đàm phán. Vấn đề quan trọng là những vũ khí hạt nhân của miền Bắc. VOA

## Thứ hai, ngày16 tháng 5
- Quốc hội Kuwait cho đàn bà quyền bỏ phiếu. Những đàn bà 21 tuổi trở lên, dưới luật Hồi, được bỏ phiếu trong bầu cử Kuwait vào năm 2007. BBC

## Thứ tư, ngày18 tháng 5
- Số người bị thiệt mạng do virus Marburg ở Angôla tới 311. ReliefWeb News24 Lưu trữ ngày 12 tháng 9 năm 2005 tại Wayback Machine Reuters[liên kết hỏng]

## Thứ năm, ngày19 tháng 5
- Thủ tướng Paul Martin của đảng Tự do Canada qua được phiếu bất tín nhiệm sau khi Chủ tịch Hạ viện bầu chống. VNN
- Nhà khoa học khám phá ra là động đất tại Nam Dương năm ngoái kéo dài hơn mỗi động đất trước đó, kéo gần mười phút, đang khi phần nhiều của những động đất mạnh nhất chỉ kéo đến vài giây thôi. Nó cũng đã làm cả Trái Đất rung. CNN Lưu trữ ngày 14 tháng 2 năm 2012 tại Wayback Machine
- Một nhóm luật sư của LHQ gặp với chính phủ Indonesia để bắt đầu điều tra về những vụ vi phạm nhân quyền và giết chóc có liên quan đến độc lập của Đông Timor vào năm 1999. Laksamana[liên kết hỏng] Jakarta Post Lưu trữ ngày 27 tháng 10 năm 2005 tại Wayback Machine ReliefWeb Lưu trữ ngày 3 tháng 12 năm 2005 tại Wayback Machine Reuters[liên kết hỏng]

## Thứ sáu, ngày20 tháng 5
- Bão Adrian tan biến khi gặp đất liền tại Honduras sau khi 2 người bị thiệt mạng. Adrian là bão đầu tiên được đặt tên gặp El Salvador từ năm 1997. Calitoday Lưu trữ ngày 14 tháng 10 năm 2006 tại Wayback Machine
- Sau khi tới Đông Timor sáu năm trước, lực lượng gìn giữ hòa bình LHQ rời khỏi nước đó. BBC VNN VOA

## Chủ nhật, ngày22 tháng 5
- Nambaryn Enkhbayar, thuộc đảng Cách mạng Nhân dân Mông Cổ, được bầu là Tổng thống Mông Cổ. BBC VNN
- Thủ tướng Gerhard Schröder của Đức loan báo sẽ tổ chức cuộc bầu cử liên bang trong năm 2005, sau khi đảng Dân chủ Xã hội thua Liên hiệp Dân chủ Thiên Chúa giáo trong cuộc bầu cử ở bang Nordrhein-Westfalen, chấm dứt 39 năm cầm quyền của đảng DCXH tại đây. BBC VNN VOA

## Thứ tư, ngày25 tháng 5
- Tàu vũ trụ Voyager I của NASA, vật thể nhân tạo xa Trái Đất nhất từ trước đến giờ, đã vào vùng heliosheath và sắp sửa rời khỏi Hệ Mặt Trời để vào môi trường giữa các vì sao (ISM).
- Đường ống dẫn dầu dài nhất trên thế giới được mở lên, nối ba thành phố Baki (Azerbaijan), Tbilisi (Gruzia), và Ceyhan (Thổ Nhĩ Kỳ). BBC Nhân dân VOA

## Chủ nhật, ngày29 tháng 5
- Cử tri Pháp đã bỏ phiếu chống hiệp ước hiến pháp của Liên Minh Âu Châu trong cuộc trưng cầu dân ý. Phe chống hiệp ước thắng 55% số phiếu so với 45% thuận. Cả 25 quốc gia trong LMÂC phải thông qua hiệp ước đó trước khi nó được hiệu lực. Chín nước đến nay đã thông qua, nhưng chỉ có một nước Tây Ban Nha tổ chức cuộc trưng cầu trước đây. BBC VNN VOA

## Thứ hai, ngày30 tháng 5
- Metropolitan Cornelius của Petra được thành người thay thế (locum tenens) của Chính Thống giáo của Jerusalem sau khi Giáo trưởng Irenaios bị cách chức, vì vụ bán đất của giáo hội trong Jerusalem cổ.
- Cuộc chiến đấu ở Baydhabo (Somalia) có thể làm chính phủ chuyển tiếp của Tổng thống Abdullahi Yusuf Ahmed mất quyền. VOA

## Thứ ba, ngày31 tháng 5
- Dominique de Villepin được Tổng thống Jacques Chirac bổ nhiệm làm Thủ tướng Pháp, do cuộc trưng cầu dân ý bị thất bại. Calitoday Lưu trữ ngày 29 tháng 8 năm 2006 tại Wayback Machine VNN VOA
- Phóng viên Bob Woodward của Washington Post xác nhận là W. Mark Felt, một cựu viên chức FBI, là "Deep Throat", sau khi ông Felt để lộ tên hiệu của ông trong một bài Vanity Fair. Deep Throat là nguồn tiết lộ tin về vụ Watergate. BBC Calitoday Lưu trữ ngày 16 tháng 10 năm 2006 tại Wayback Machine VNN Lưu trữ ngày 4 tháng 6 năm 2005 tại Wayback Machine VNN VOA